# Dieter Hackfort
Dieter Hackfort (* 20. November 1951 in Kierspe) ist ein deutscher Sportwissenschaftler; er lehrte bis 2018 als Professor am Institut für Sportwissenschaft der Universität der Bundeswehr München.

## Akademische Laufbahn
Im Anschluss an das Studium der Sportwissenschaft, Pädagogik und Psychologie an der Deutschen Sporthochschule in Köln und an der Universität zu Köln arbeitete er als Forschungsassistent am Psychologischen Institut der Deutschen Sporthochschule unter der Leitung von Jürgen R. Nitsch, wo er mit einer Arbeit zur Theorie und Diagnostik sportbezogener Ängstlichkeit 1983 promoviert wurde. Die Forschungen zum Themenkomplex „Beanspruchung und sportliches Handeln“ führten 1984  zur Habilitation und Lehrberechtigung für Sportwissenschaft mit dem Schwerpunkt Sportpsychologie. Hackfort wurde auf Veranlassung von Charles D. Spielberger 1985 zu einer Gastprofessur am Center for Behavioral Medicine and Health Psychology der University of South Florida in Tampa eingeladen und 1986 auf eine Professur für Sportwissenschaft am Institut für Sport und Sportwissenschaft der Universität Heidelberg berufen. Er wechselte 1991 an die Universität der Bundeswehr in München, wo er auf der Professur für Sportpsychologie und Sportpädagogik verantwortlich für die Gründung des Instituts für Sportwissenschaft und Sport war. Während einer Beurlaubung zwischen 2004 und 2010 sorgte er als Direktor für die Entwicklung und Umsetzung eines Sportwissenschaftsprogramms an der Universität von Katar und war als Dekan von Aspire mit der Konzeption und dem Aufbau der Academy for Sports Excellence in Doha betraut.

## Wirken
In der Forschung liegen die Schwerpunkte von Hackfort in der Entwicklung und methodischen (forschungs- wie test- und interventions-/trainingsmethodischen) Ausgestaltung einer handlungstheoretischen Perspektive mit funktionaler Orientierung auf die Analyse und Beeinflussung der psychischen Handlungsregulation und einem anwendungsbezogenen Bezug zur Entwicklung eines Mentalen Test- und Trainings-Systems (MTTS), dem Performance Enhancement Management sowie der mentalen Fitness. Er war Vorsitzender der Arbeitsgemeinschaft für Sportpsychologie (asp), Mitglied im Direktorium des Bundesinstituts für Sportwissenschaft und auf internationaler Ebene langjähriges Mitglied im Führungsgremium der Internationalen Gesellschaft für Sportpsychologie (ISSP). Von 2005 bis 2009 war er ISSP-Vorsitzender und er war Mitglied im Internationalen Rat für Sportwissenschaft und Körpererziehung (ICSSPE). Zur Entwicklung des Faches hat er in Deutschland und international unter anderem auch als Mitherausgeber (zusammen mit Jürgen R. Nitsch) der ersten sportpsychologischen Schriftenreihe in Deutschland Betrifft: Psychologie und Sport beigetragen, in der in 25 Jahren zwischen 1978 und 2002 insgesamt 61 Monographien und Herausgeberbände mit mehr als 1000 Einzelbeiträgen durch mehr als 700 Autoren erschienen sind. Hackfort war ebenfalls Gründer und zwölf Jahre lang Chefredakteur (von 1996 bis 2007 zusammen mit Gershon Tenenbaum) der Fachzeitschrift International Journal of Sport and Exercise Psychology (IJSEP).
Über seine wissenschaftlichen Tätigkeiten hinaus hat sich Hackfort immer auch beratend im Hochleistungssport für Nachwuchsleistungssportler, Olympiaathleten verschiedener Sportarten und Profisportler unter anderem im Golf und Rennsport sowie in der Beratung und im Coaching von Führungskräften in der Wirtschaft engagiert.

## Zitate
„Mich faszinieren außergewöhnliche Leistungen und mich interessiert einerseits, wie sie erreichbar sind und andererseits, was dem Prozess der Leistungsentwicklung und -vollbringung entgegensteht. Damit einher geht die Einstellung, auch selbst immer wieder nach neuen Möglichkeiten zu suchen und zu erforschen, wie man Leistung steigern kann.“
„Bei den Topathleten ist heute ein Bewusstsein verbreitet, dass sowohl körperliche und technisch-taktische Fitness wichtig ist wie auch die richtige psychische Einstellung und - ganz wichtig - soziale Fähigkeiten. An diesem Bewusstsein mangelt es Führungskräften der Wirtschaft oft.“

## Auszeichnungen (Auswahl)
- 1979: August-Bier-Plakette der Deutschen Sporthochschule Köln[3]
- 1980: Hermann-Altrock-Stipendium des Deutschen Sportbundes[3]
- 1984: Carl-Diem-Plakette, Wissenschaftspreis des Deutschen Sportbundes[4]
- 1999: Ehrenprofessur am Institute of Physical Education in Wuhan (China)[3]
- 2001: ISSP Honor Award der International Society of Sport Psychology[3]
- 2017: Goldene Ehrennadel der asp (Arbeitsgemeinschaft für Sportpsychologie in der Bundesrepublik Deutschland)
- 2017: ISSP Distinguished International Sport Psychologist Award
- 2017: Verleihung des ISSP Fellow Status
- 2023: Aufnahme in die ISSP Hall of Fame als eines von 10 lebenden Inaugural Members
- 2024: Aufnahme in die Liste ISSP-R als Supervisor

## Veröffentlichungen (Auswahl)
- Theorie und Analyse sportbezogener Ängstlichkeit. Hofmann, Schorndorf 1986, ISBN 3-778-07641-8.
- Mit G. Tenenbaum: Essential processes for attaining peak performance. Aachen: Meyer & Meyer 2006.
- Mit J. R. Nitsch: Das Handeln als theoretischer Bezugsrahmen interdisziplinärer Forschung – Humanwissenschaftliche  Perspektiven der Sportwissenschaft. In M. Pietraß (Hrsg.), Krise und Chance: Humanwissenschaftliche Perspektiven (S. 25–31). Neubiberg: Universität der Bundeswehr München, 2015.
- Mit A. G. Papaioannou: Routledge companion to sport and exercise psychology – Global perspectives and fundamental concepts. New York, NY: Routledge 2014.
- Mit J. R. Nitsch: Theoretical framework of performance psychology: An action theory perspective. In M. Raab, B. Lobinger, S. Hoffmann, A. Pizzera & S. Laborde (Eds.), Performance psychology. Perception, action, cognition, and emotion (pp. 11–29). Amsterdam: Elsevier 2016.
- Mit R. J. Schinke (Eds.): Psychology in professional sports and the performing arts: challenges and strategies. London: Routledge 2017.
- Mit R. J. Schinke & B. Strauss (Eds.): Dictionary of Sport Psychology. London: Elsevier 2019.
- R. J. Schinke (Eds.): The Routledge International Encyclopedia of Sport and Exercise Psychology. New York: Routledge 2020